# Az Univerzum legnagyobb kóklere
Az Univerzum legnagyobb kóklere (The Biggest Douche in the Universe) a South Park című animációs sorozat 94. része (a 6. évad 15. része). Elsőként 2002. november 27-én sugározták az Amerikai Egyesült Államokban.

## Cselekmény
|  | Alább a cselekmény részletei következnek! |

Cartmant kórházba szállítják, miután megitta Kenny hamvait. Dr. Doctor szerint Cartman kifut az időből, ezért „időátültetést” javasol, Séf bácsi azonban meggyőzi őket, hogy menjenek New Yorkba, és kérjenek segítséget John Edwardtól, egy médiumtól, aki műsorában képes halottakkal kommunikálni. A tévéműsor felvétele alatt Mr. Edward pusztán bizonytalan, kétértelmű állításokat tesz Kennyvel kapcsolatban, majd azt mondja Kyle-nak; a nagymamája üzent neki, hogy keressen négy fehér madarat. Séf bácsi és a gyerekek nemsokára  megbizonyosodnak róla, hogy Mr. Edward egy csaló. Kyle viszont hisz benne, így mikor a reptéren meglát egy zsidóiskoláról szóló plakátot – amelyen négy fehér madár is szerepel – úgy dönt beiratkozik és New Yorkban marad. Cartman ezalatt anyjával együtt Skóciába repül, Séf bácsi szüleihez, akiknek nagy nehezen sikerül kiűzniük a testéből Kenny lelkét, amely beleköltözik egy sült húsba.
Stan meglátogatja John Edwardot, és megkéri, árulja el az összezavarodott Kyle-nak, hogy nincsenek valódi képességei. Edward viszont azt állítja, tényleg médium és amikor Stan kóklernek nevezi őt, megsértődik és bezárkózik a lakásába. Mielőtt még elhagyná a házat, Stan ellopja Edward hidegolvasási technikákról szóló könyveit, hogy ellesse a trükköket. Stan a nyílt utcán próbálja bemutatni Kyle-nak, milyen trükkökkel csapja be John Edward az embereket, de annyira hitelesen és meggyőzően csinálja őket, hogy őt is médiumnak hiszik és saját tévéműsort kap. John Edward ezen felháborodva kihívja őt egy pszichopárbajra.
A párbaj alatt Stan elmagyarázza a közönségnek, hogy tanult valami fontosat; mindenki fél az ismeretlentől és szeretné tudni, mi történt szeretteivel a halál után, de egy Edwardéhoz hasonló műsor erre nem adhat válaszokat. Amikor John Edward továbbra is az igazát bizonygatja, egy űrhajóval földönkívüli lények jelennek meg, hogy elvigyék egy intergalaktikus díjkiosztóra, ugyanis állításuk szerint őt is jelölték az „Univerzum Legnagyobb Kóklere” díjra. Az epizód végén Cartman gyógyultan hazatér, Kyle belátja, hogy hibázott és végül Mr. Edward is megkapja a díját.

## Rob Schneider/Kenny halála
Rob Schneider több alkalommal is feltűnik különböző filmelőzetesekben, amelyekben "szokása szerint" mindenfélévé, a jelen esetekben tűzőgéppé, répává, illetve Csörpi-csörpi-csippé változik. Az utolsó ilyen jelenetben a reptéren megeszi a Kenny lelkét tartalmazó húst és Kennyvé változik át, a történetről ezután derül ki, hogy az a „Kenny” című film bemutatója. Kenny azután hal meg, hogy Rob Schneidert főbe lövik és egy zászlórúd felnyársalja – utalva Kenny híres halálesetére, a Testsúly 4000 című epizódban.